# Réserve de biodiversité du Karst-de-Saint-Elzéar
La réserve de biodiversité du Karst-de-Saint-Elzéar est l'une des 5 réserves de biodiversité du Québec.  Elle a pour mission de protéger l'un des plus vieux paysages karstiques de l'est de l'Amérique du Nord et de la grotte de Saint-Elzéar, l'une des plus vastes du Québec.  La réserve est située au nord de Saint-Elzéar.

## Toponymie
Le nom de la réserve provient des phénomènes karstiques présents près de Saint-Elzéar.

## Localisation
La réserve de biodiversité est située à quelques kilomètres au nord de Saint-Elzéar. La réserve est accessible par le chemin du Lac-Taylor à partir du village. Celle-ci partage ses limites avec la zec de la Rivière-Bonaventure qui est située au nord de celle-ci.
Le territoire de la réserve est entièrement compris dans le territoire non organisé de Rivière-Bonaventure, qui est située dans la municipalité régionale de comté de Bonaventure.

## Grotte de Saint-Elzéar
La grotte de Saint-Elzéar est âgée de plus de 230 000 ans; ce qui la qualifie ainsi de plus vieille grotte du Québec découverte à ce jour. Découverte en 1974, elle est ouverte au public depuis 1990. Ses stalactites, stalagmites et toutes les autres concrétions qu'elle abrite, continuent de grandir depuis des millénaires.
Un puits vertical de 12 mètres met la grotte en contact avec le monde extérieur. Des animaux y sont tombés dont on retrouve les ossements : orignaux, ours, carcajous, caribous, porcs-épics, etc.